# Circonscription d'Ofila/Korem
La circonscription d'Ofila/Korem est une des 38 circonscriptions législatives de l'État fédéré du Tigré, elle se situe dans la Zone sud. Son représentant actuel est Lemlem Hadigu Yifter.